# Grallaria chthonia
Grallaria chthonia là một loài chim trong họ Grallariidae.